# ムハマド・シュコル・アダン
ムハマド・シュコル・アダン（マレー語: Muhammad Shukor Adan、1979年9月24日 - ）は、マレーシアの元サッカー選手。元マレーシア代表主将。現役時代のポジションはMFもしくはDF。
マレーシア代表のみならず、セランゴールFAやFELDAユナイテッドFCでも主将を務めた、マレーシア史上有数のミッドフィールダー、ディフェンダーである。 

## クラブ歴
1995年にムラカFAのプレジデンツカップチームに加入、3年後にヌグリ・スンビランFAのプレジデンツカップチームに移籍した。2000年にトップチームに昇格し、2年後にセランゴールFAに移籍した。
セランゴールFAには6年間在籍したものの最終的に契約が抹消され、4ヶ月の間無所属となった。2008年11月には代表での試合を終えた後にブルネイDPMM FCに加入する事が決まっていたが、かつて所属したヌグリ・スンビランFAに復帰する事になった。ヌグリ・スンビランFAでは2009年のマレーシアカップ制覇に貢献し、MoMも受賞した。
2013年にはヌグリ・スンビランFAとの契約が切れ、ATM FAに移籍した。その翌年にはFELDAユナイテッドFCに移籍し主将となり、クラブのマレーシア・スーパーリーグ昇格に貢献した。
2021年、現役引退を表明した。

## 代表歴
マレーシア代表として2001年から出場し、AFCアジアカップ2007の際にもメンバーに選出された。その後長らく代表に招集されなかったものの、ダラー・サラー監督の下、2014年9月14日に行われたインドネシア代表との一戦で代表復帰を果たした。スターティングメンバーとして出場した彼であったが、2-0で敗北した。
また、2014 AFFスズキカップの際にも代表に招集された。この大会の直前には代表の主将はモハマド・サフィク・ラヒムから彼に変わった。しかし彼はこの大会終了後に代表を引退した。
また、マレーシアリーグXIとしても出場経験があり、マンチェスター・ユナイテッドFCに0-6、チェルシーFCに0-2で敗れたものの、チェルシーFCのルイス・フェリペ・スコラーリ監督は彼らについてよく戦ったと褒め称えた。

## 個人成績
代表での得点一覧
| #  | 日附           | 場所                                           | 対戦相手     | 得点 | 結果 | 大会                    |
| -- | -------------- | ---------------------------------------------- | ------------ | ---- | ---- | ----------------------- |
| 1. | 2003年10月12日 | クアラルンプール・ブキット・ジャリル国立競技場 | バーレーン   | 1-2  | 2-2  | AFCアジアカップ2004予選 |
| 2. | 2004年7月12日  | クアラルンプール                               | シンガポール |      | 2-0  | 親善試合                |
| 3. | 2008年6月6日   | スラバヤ                                       | インドネシア |      | 1-1  | 親善試合                |
| 4. | 2014年12月11日 | ハノイ・ミーディン国立競技場                   | ベトナム     | 1-4  | 2-4  | 2014 AFFスズキカップ    |

## タイトル

### クラブ
セランゴールFA
- マレーシア・プレミアリーグ: 2005
- マレーシアカップ: 2002, 2005
- ピアラFAマレーシア:2005
- スルタン・ハジ・アフメド・シャー・カップ: 2002

ヌグリ・スンビランFA
- マレーシアカップ: 2009, 2011
- ピアラFAマレーシア: 2010

クアラルンプールFA
- マレーシアカップ: 2021

### 代表
- 東南アジアサッカー選手権

準優勝: 2014